# Heteropogon contortus
Heteropogon contortus (L.) P.Beauv. ex Roem. & Schult., 1817 è una pianta erbacea perenne appartenente alla famiglia delle Poacee (sottofamiglia Panicoideae).

## Descrizione
La pianta cresce fino a un metro e mezzo di altezza ed è favorita nella gran parte degli ambienti dai frequenti incendi boschivi. Le piante generano caratteristici semi scuri con una sola lunga resta da una parte ed una punta dura dall'altra. La resta diviene contorta quando secca si raddrizza se umidificata e con la punta è in grado di perforare il terreno per immettervi i semi.

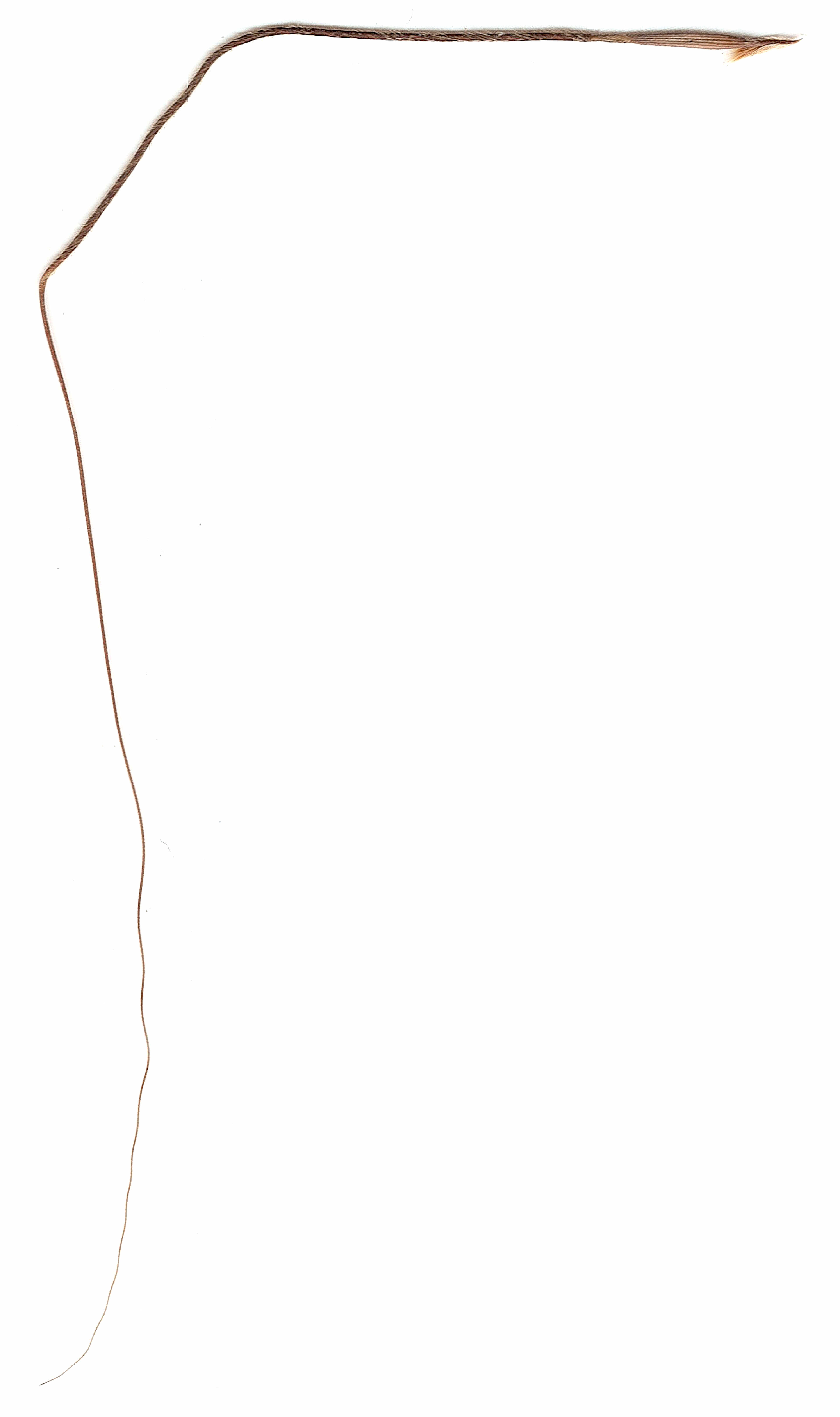
Singolo seme mostrante la lunga resta arrotolata
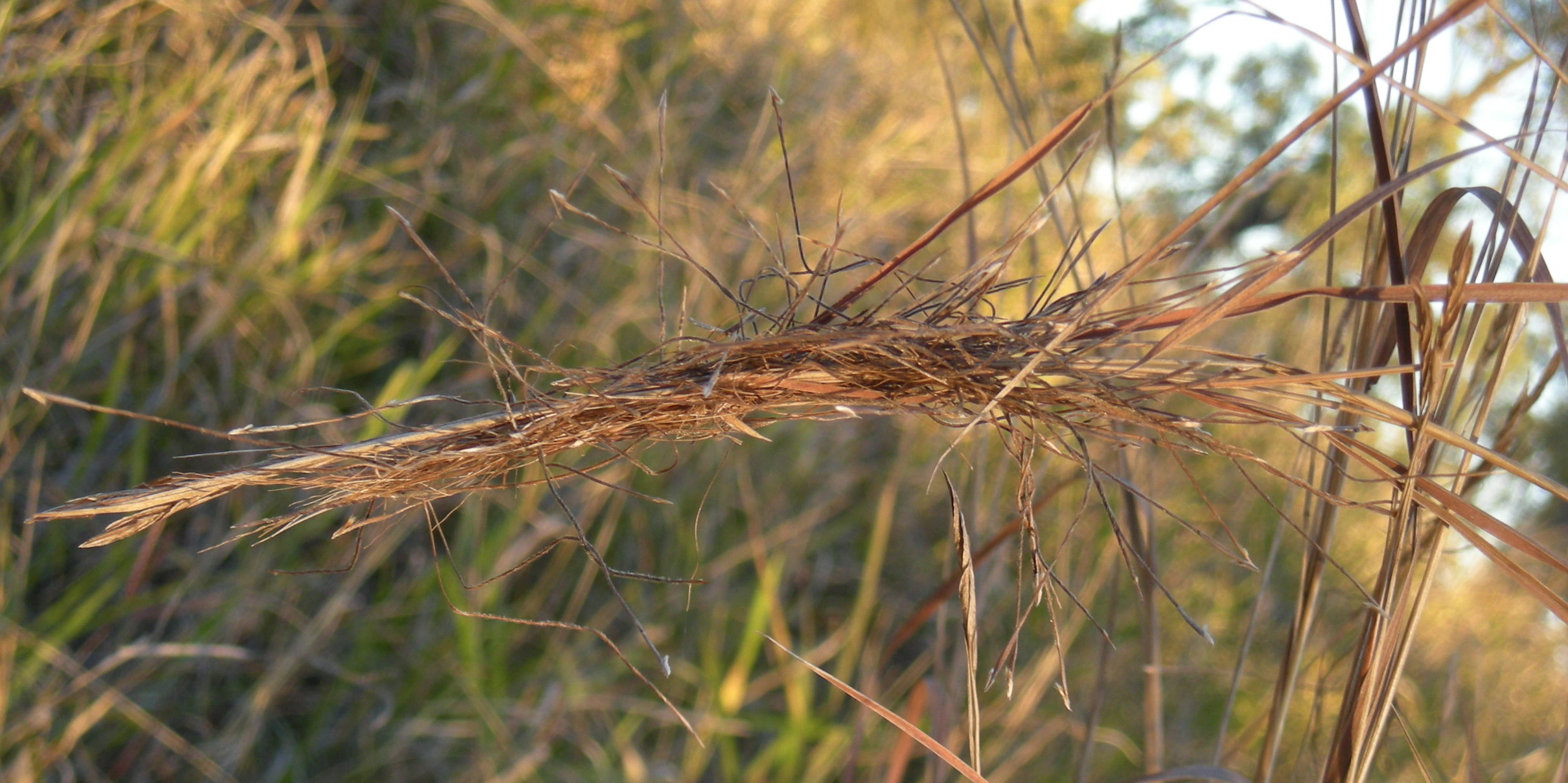
Seme maturo
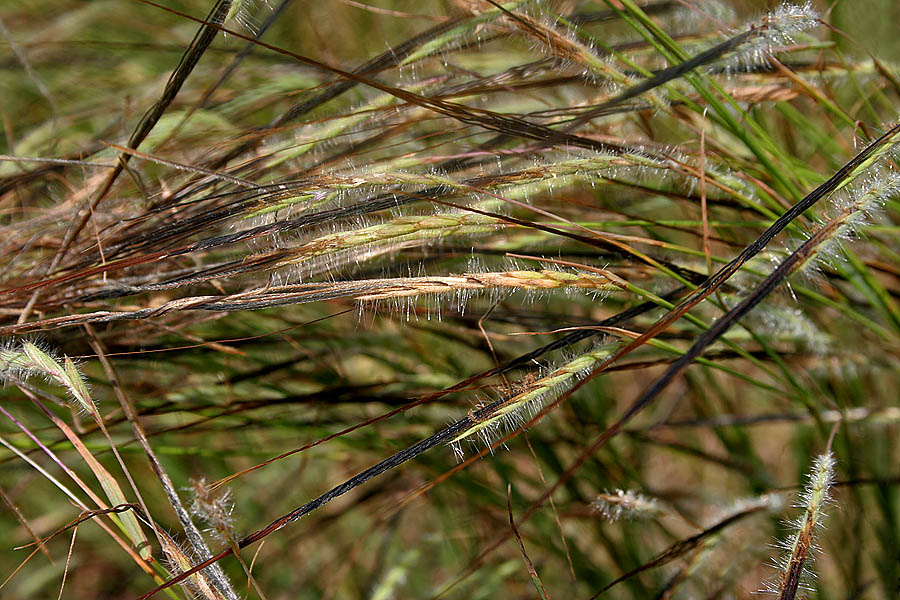
Forma

## Distribuzione e habitat
Questa specie ha una distribuzione cosmopolita, essendo presente nelle Americhe, in Europa sud-occidentale, in Africa, in Asia meridionale e in Oceania.

## Usi
H. contortus è una valida specie foraggera, ma è stata anche responsabile di grossi danni all'industria della lana in molte zone dell'Australia, in quanto i semi restano impigliati nel vello e penetrano nella pelle delle pecore, riducendo il valore della lana e provocando anche la morte dell'animale.
Nelle Hawaii, ove è conosciuto come pili, i nativi lo usavano come copertura delle case.